# Svante Norrhem
Per Svante Norrhem, född 4 oktober 1962 i Ludvika, är en svensk historiker.
Svante Norrhem föddes i Ludvika dit hans föräldrar flyttat från Arvika respektive Ängersjö. Efter studier till historie- och svensklärare vid Umeå universitet antogs han till doktorandutbildningen i historia där, och genomgick delvis sin doktorandutbildning vid Oxfords universitet. År 1994 disputerade han vid Umeå universiet med Uppkomlingarna. Kanslitjänstemännen i 1600-talets Sverige och Europa där han behandlar ett av sina återkommande temata: ståndscirkulationen under stormaktstiden. I den boken studerade han informella strukturer bland kansliets ämbetsmän. 
Sedan han i flera tidskrifter publicerat artiklar om adliga kvinnor under samma epok, utkom han 2007 med boken Kvinnor vid maktens sida: 1632-1772 och samma år Ebba Brahe: makt och kärlek under stormaktstiden, om brukspatronen Ebba Magnusdotter Brahe. Vid sidan av ståndscirkulation och kvinnohistoria har Norrhem ägnat sig åt att beskriva hur homosexualitet framställs i historien, så till exempel i boken Undantagsmänniskor: en svensk HBT-historia och Den hotfulla kärleken : homosexualitet och vanlighetens betydelse. År 2010 utkom Norrhem med en "äktenskapsbiografi" över makarna Carl och Christina Piper.
År 2002 blev Norrhem docent och studierektor för historieämnet vid Umeå universitet, 2008 studierektor för den nybildade Institutionen för idé- och samhällsstudier och 2009 professor i historia. Sedan 2014 är han universitetslektor och docent vid Lunds universitet. 

## Utmärkelser, ledamotskap och priser
- Ledamot av Vetenskapssocieteten i Lund (LVSL, 2015)[5]